# 홍콩 기본법

홍콩 기본법(Hong Kong Basic Law), 즉 중화인민공화국 홍콩특별행정구 기본법은 홍콩특별행정구(HKSAR)의 기본법인 중화인민공화국 국내법이다. 9개 장, 160개 조항, 3개 부속서로 구성된 기본법은 1984년 중영 공동 선언의 부속서 I을 이행하기 위해 구성되었다.
기본법은 중국 헌법에 따라 1990년 4월 4일 전국인민대표대회에서 채택되어 홍콩 반환 후 1997년 7월 1일 발효됐다. 이는 홍콩의 식민지 헌법인 황실제조와 왕실 지침을 대체했다.
공동선언을 바탕으로 초안이 작성된 기본법은 '일국양제' 원칙을 포함해 홍콩에 대한 중국의 기본 정책을 명시하고 있다. 홍콩으로 확대되었다. 대신 홍콩은 2047년까지 자본주의 체제와 생활 방식을 계속 유지할 것이다. 기본법은 또한 법률의 출처, 홍콩과 중앙 정부(국무원) 간의 관계, 홍콩 주민과 지방 정부의 부서의 기본 권리와 의무를 규정한다.

## 같이 보기
- 사법심사